# Jacques-Enguerrand Gourgue
Jacques-Enguerrand Gourgue (Puerto Príncipe, 1931 - 1996) fue un pintor haitiano considerado el principal artista pictórico haitiano del siglo XX. Artista desde muy joven sus obras, que suelen reflejar escenas rurales y ceremonias de vudú, fueron expuestas en toda Europa y América.

## Biografía
Tras una infancia turbulenta y problemática, Gourgue accedió al Centre d'Art de Puerto Príncipe en 1947. Al año siguiente su cuadro The Magic Table fue expuesta en el Museo de Arte Moderno de Nueva York, donde aún forma parte de su colección permanente. En 1949, con 18 años, ganó la medalla de oro de la exposición conmemorativa del bicentenario de la fundación de Puerto Príncipe.
Durante la década de los años 1950 y 1960 su estilo se vio muy influenciado por Pablo Picasso, en lo que se conoce como su "periodo español". A mediados de los años 70 residió enMadrid, España, donde contrajo matrimonio con una española y tuvo una hija. Expuso su obra en toda Europa y Norteamérica, cosechando importantes éxitos.
Tras su divorcio se trasladó a su ciudad de origen, donde pintó la mayor parte de su obra tardía, incluyendo un gran mural que decoró el pabellón de Haití en el Exposición Universal de Sevilla de 1992.[cita requerida]
Volvió a casarse y tuvo dos hijos con su segunda esposa. Murió en 1996 a causa de un ataque al corazón.

## Obra pictórica
La mayor parte de los cuadros de Gourgue muestran escenas rurales haitianas, en las que se combinan flores, montañas, árboles esqueléticos, campesinos y sus chozas y simbolismo del vudú, en un estilo personal y fácilmente distinguible, intermedio entre el surrealismo y el naif.
Su obra ha sido expuesta en las principales salas de Alemania, España, Estados Unidos, México y Francia, incluyendo la exposición del Festival des Arts Nègres de Dakar, donde obtuvo el primer premio. Varias de sus obras han sido subastadas en Christies y Sothebys de Nueva York.